# MISIA Super Best Records -15th Celebration-
『MISIA Super Best Records -15th Celebration-』（ミーシャ・スーパー・ベスト・レコーズ・フィフティーンズ・セレブレーション）は、日本の女性歌手MISIAの3枚目のベスト・アルバムである。2013年2月20日発売。発売元はアリオラジャパン。一部のタイトルでは、「SUPER BEST RECORDS」と大文字で表記されている。

## 解説
ベストアルバムとしての発売は、2004年にリリースされたバラード集『MISIA Love & Ballads The Best Ballade Collection』以来となる。本作は、MISIAがデビューから15周年を迎えたことを記念して、デビュー曲である「つつみ込むように…」から最新シングルである「Back In Love Again (feat. 布袋寅泰)」の中から、全46曲（アルバム曲含む）を厳選された、初のコンプリート・ベストアルバムとなっている。
また、3枚のディスクには、それぞれ異なるマスタリングエンジニアが手掛けた最新のデジタル・リマスター音源が施されている他、MISIAの作品としては初の高音質CDであるBlu-spec CD2規格で販売された。一部楽曲にフェード・アウト加工がなされている。
初回限定盤にはトールサイズ用の箔押し仕様の特殊パッケージと、15年分の秘蔵映像を収録の「MISIA HISTORY -15th Celebration-」と題したDVDが付属されている。
オリコンウィークリーランキングにて、首位を獲得した。1位獲得は、2002年リリースのアルバム『KISS IN THE SKY』以来、11年ぶりとなる。その後も根気強いロングセラーが続き、5年後（自身の20周年イヤー）の2018年にも再び、チャートにランクインする程のアルバムとなっている。

## 収録曲

### Disc 1
- Mastered by CHRIS GEHRINGER

1. つつみ込むように… (15th ver.)
1stシングルの再レコーディング。
2. DEEPNESS
27thシングル、アルバム初収録。
3. 恋は終わらないずっと
26thシングル、アルバム初収録。
4. 逢いたくていま
23rdシングル。
5. SNOW SONG
5thアルバム「MARS & ROSES」収録曲。
6. To Be In Love
8thアルバム「EIGHTH WORLD」収録曲。
7. THIS IS ME
10thアルバム「SOUL QUEST」収録曲。
8. BACK BLOCKS
11thシングル、アルバム初収録。
9. Color of Life
15thシングル「LUV PARADE/Color of Life」の2曲目。
10. Royal Chocolate Flush
18thシングル。
11. Don't stop music!
4thアルバム「KISS IN THE SKY」収録曲。
12. Back In Love Again (feat. 布袋寅泰)
布袋寅泰プロデュースによる28thシングル（コラボシングル）、アルバム初収録。
13. 陽のあたる場所
2ndシングル。
収録時間の都合上、若干だが数分より早くフェード・アウト処理が施されている。
14. LUV PARADE
15thシングル「LUV PARADE/Color of Life」の1曲目。
15. CATCH THE RAINBOW (15th ver.)
21stシングルの再レコーディング、アルバム初収録。

### Disc 2
- Mastered by HERB POWERS, Jr.

1. Everything
7thシングル。
2. 少しずつ 大切に
22ndシングル「銀河／いつまでも」のカップリング曲。
3. 忘れない日々
4thシングル。
4. 眠れぬ夜は君のせい
10thシングル。
5. そばにいて…
8thアルバム「EIGHTH WORLD」収録曲。
6. Let It Smile
6thアルバム「SINGER FOR SINGER」収録曲。
7. It's just love
2ndアルバム「LOVE IS THE MESSAGE」収録曲。
収録時間の都合上、若干だが数分より早くフェード・アウト処理が施されている。
8. 星のように…
24thシングル。
9. EDGE OF THIS WORLD
配信限定シングル。
10. BELIEVE
3rdシングル。
11. 太陽のマライカ
映像作品「星空のライヴIV CLASSICS + FILM OF MISIA IN KIBERA SLUM」に同梱されていたシングル。
12. THE GLORY DAY
ミニアルバム「THE GLORY DAY」収録曲。
13. MAWARE MAWARE (feat. M2J + FRANCIS JOCKY)
10thアルバム「SOUL QUEST」収録曲。
14. いつまでも
22ndシングル「銀河／いつまでも」2曲目。
15. 果てなく続くストーリー
9thシングル。

### Disc 3
- Mastered by TOM COYNE

1. INTO THE LIGHT (15th ver.)
ミニアルバム「THE GLORY DAY」収録曲の再レコーディング。
2. HOLIDAY
新録曲。トヨタ自動車「Isis」TVCFソング。楽曲は2012年10月より起用されていた。
3. 太陽の地図
8thアルバム「EIGHTH WORLD」収録曲。
4. Escape
6thシングル。
5. 名前のない空を見上げて
14thシングル。
6. 地平線の向こう側へ
9thアルバム「JUST BALLADE」収録曲。
7. 冬のエトランジェ
6thアルバム「SINGER FOR SINGER」収録曲。
8. 飛び方を忘れた小さな鳥
4thアルバム「KISS IN THE SKY」収録曲。
マスタリング処理の都合上、若干だがノイズがばらついている。
9. 心ひとつ
12thシングル。
10. キスして抱きしめて
1stアルバム「Mother Father Brother Sister」収録曲。
11. MELODY
ミニアルバム「THE GLORY DAY」収録曲。
12. We are the music
7thアルバム「ASCENSION」収録曲。
13. LIFE IN HARMONY
配信限定シングル。
14. つつみ込むように…
1stシングル。
15. 明日へ (15th ver.)
10thアルバム「SOUL QUEST」収録曲の再レコーディング。